# Кампија (Лука)
Кампија је насеље у Италији у округу Лука, региону Тоскана.
Према процени из 2011. у насељу је живело 85 становника. Насеље се налази на надморској висини од 206 м.